# Patata (romanzo)
Patata (Spud) è un romanzo per ragazzi del 2005 scritto da John van de Ruit.

## Trama
Questo libro è ambientato nel 1990, in Sud Africa.
Narra le avventure di un ragazzino di 13 anni chiamato John Milton, il quale frequenta un prestigioso college maschile con un ambiente duro e crudele.
Il ragazzo, inizialmente, fece molta fatica ad ambientarsi poiché i bulli lo presero subito di mira, picchiandolo e soprannominandolo "Patata".
Nonostante ciò, egli riuscì a socializzare con i suoi compagni di stanza, con i quali ebbe avventure che andavano contro il regolamento dell'istituto.
In contemporanea, si presentano dei problemi familiari e politici, infatti proprio nel periodo in cui è ambientato il testo viene liberato Nelson Mandela.

## Personaggi
I Furiosi Otto
- John "Patata" Milton: detto Patata perché non ancora nel pieno della pubertà e quindi glabro. È un ragazzo timido, ma dotato di un certo fascino sul sesso femminile e un'arguta visione della vita.
- Robert "Rambo" Black: forte e muscoloso, si autoproclama capo dei Furiosi Otto. Il ruolo di leader lo porta spesso a scontrarsi con studenti più grandi e a prendere parte in infinite faide personali e/o tra clan. Inoltre ha una relazione con Eva, l'insegnante di teatro.
- Charlie "Mad Dog" Hooper: chiamato così per la sua indole bizzarra e il comportamento nevrotico. È un ragazzo iperattivo che ama sparare a piccoli animali con la sua fionda e tirare brutti scherzi ai compagni.
- Henry "Geco" Barker: pallido ed esile, Geco finisce abitualmente in infermeria a causa di infortuni e malattie infettive contratte per dei nonnulla. La sua costituzione debole lo porterà infine alla morte, con grande shock di Patata, di cui era il migliore amico.
- Alan "Boggo" Greenstein: famoso per essere ossessionato dal sesso. Possiede inoltre diversi giornaletti pornografici che presta ricavando piccole somme dai compagni di scuola
- Vern "Rain Man" Blackadder: un ragazzo con disturbi psicologici e di comunicazione, tendente all'autolesionismo. Dopo intense terapie riesce a stringere un forte legame con Roger, gatto dell'istituto e suo unico compagno di giochi.
- Simon Brown: il più sportivo. Un personaggio ambizioso e competitivo che eccelle in ogni prova atletica.
- Sidney "Fatty" Smitherson-Scott: soprannominato Fatty per la sua corpulenza, Sidney - che soffre di disturbo da alimentazione incontrollata - è il detective del gruppo: si appassiona al mistero di Macarthur (ex insegnante della scuola e apparentemente suicida), per cui sottopone regolarmente il dormitorio a sedute spiritiche e dibattiti in merito al caso scabroso.

Altri studenti
- Mbuelo Paul Johannes "PJ" Luthuli
- Julian
- Bert
- Leonard Pike
- Devries
- Geoff Lawson
- Grant "Lombrico" Edwards

Le ragazze
- Debbie "la Sirena"
- Amanda
- Christine

Insegnanti
- Mr Edly (Il Guv)
- Mr John Riley Crispo
- Mrs Wilson (Eva)
- Mr Wilson (Costoletta)
- Mr Richardson (Il vichingo)
- Mr Glockenshpeel (Il Glock)
- Mr Lilly
- Reverendo Bishop
- Mr Lennox

La famiglia
- Papà
- Mamma
- il Vombato: la nonna.
- Blacky: il labrador di Patata

## Riferimenti culturali

### Letteratura
Durante l'anno l'insegnante di letteratura assegna diverse letture a Patata:
- Aspettando Godot di Samuel Beckett
- Il giovane Holden di J.D. Salinger
- Comma 22 di Joseph Heller
- Il Signore degli Anelli di John Ronald Reuel Tolkien
- Aspettando i barbari di John Maxwell Coetzee
- Un'arida stagione bianca di André Brink
- Il vecchio e il mare di Ernest Hemingway
- Oliver Twist di Charles Dickens
- La banda dei cinque di Enid Blyton

Inoltre Patata, raccontando alcune lezioni tenute dal Guv, fa riferimento a: The Suit, racconto di Can Themba, e alla poesia To His Coy Mistress (Alla sua timida amante) del poeta Andrew Marvell.
Inoltre, lo stesso Guv trascrive una poesia sul biglietto d'auguri di compleanno destinato a Patata; il sonetto usato è When I Consider How My Light Is Spent del poeta John Milton.

### Film
Ogni sabato sera la casa dei Furiosi Otto organizza alcune visioni cinematografiche:
- Pretty Woman
- Rain Man
- La rivincita dei nerds
- Doppio taglio
- Giorni di tuono
- Il cacciatore

## Edizioni
- John van de Ruit, Patata, traduzione di Claudia Manzolelli, Milano, Rizzoli, 2008,  p. 560, ISBN 978-88-17-02131-9.

## Adattamenti cinematografici
Nel 2010 è uscito Spud, l'adattamento cinematografico diretto da Donovan Marsh. Tra gli attori vi sono Troye Sivan e John Cleese.